# María Cristina Salazar
María Cristina Salazar Camacho (Bogotá, 3 de septiembre de 1931 - 10 de julio de 2006) fue una intelectual y socióloga colombiana, docente universitaria, activista política y consultora internacional.

## Biografía
Nació en el seno de una familia perteneciente a la élite colombiana, fue nieta de dos reconocidos personajes de la política, ambos candidatos a la presidencia de la República de Colombia, Félix Salazar Jaramillo y Salvador Camacho Roldán, el primero conservador y el segundo liberal radical (y encargado de la presidencia en una ocasión por doce días). 
Salvador Camacho Roldán, su abuelo materno, es considerado el pionero en los estudios de sociología del país, este dictó las primeras lecciones de Sociología en la Facultad de Derecho de la Universidad Nacional de Colombia.
María Cristina Salazar Camacho siguió los pasos intelectuales de su abuelo materno, fue la primera mujer Phd en sociología en Colombia. Estudio en el Colegio Gimnasio Femenino en Bogotá y fue Licenciada en Filosofía y Letras de la Universidad Javeriana. En 1952 viajó a los Estados Unidos, iniciando sus estudios de maestría y doctorado en sociología en la Universidad Católica de Washington, donde recibió los títulos de magíster y doctorado en sociología en 1957.

Regresó a Colombia en 1958 e ingresó como maestra en la Escuela de trabajo social de la Universidad Pontificia Bolivariana de Medellín; en 1959 ingresa a la Universidad Javeriana como profesora y decana de la facultad de sociología y trabajo social. En 1962 ingresó a la reciente Facultad de sociología en la Universidad Nacional de Colombia, invitada por Camilo Torres, quien fue un amigo cercano. Ambos compartían raíces familiares similares y una recia fe católica. En palabras de Orlando Fals Borda:
“La Universidad Javeriana abre la Facultad de Sociología con María Cristina, pero cuando se dieron cuenta de que era amiga de nosotros, los de la Nacional, la destituyeron, la expulsaron y cerraron ahí mismo la Facultad (La facultad de sociología se adiciono a la facultad de Ciencias Sociales y Económicas). Fue algo muy triste, muy abusivo de parte del rector de la Javeriana. Ella había iniciado allí la enseñanza de la sociología moderna, en la misma vertiente que nosotros dos años antes. Ella llegó al momento de decidir cómo mejorar la docencia y la investigación en su Departamento de Sociología en la Javeriana. Como era amiga de Camilo Torres, hizo un Comité de Consulta con él, Andrew Pearse (profesor de la UNESCO) y yo. Cuando los jesuitas supieron de las reuniones que estaba teniendo María Cristina con ese grupo “subversivo”, la despidieron”
Al ingresar a la Universidad Nacional de Colombia, compartió con profesores provenientes de la antropología, la sociología y otras ciencias sociales, junto con Orlando Fals Borda, Camilo Torres, Carlos Escalante, Eduardo Umaña Luna, Virginia Gutiérrez de Pineda, Darío Botero Uribe,  y Tomás Ducay, entre otros. Sus estudiantes la recuerdan como una persona  estudiosa que imprimió una nueva mirada  y reflexión con los temas de la sociología norteamericana.
El 21 de enero de 1979 es apresada junto con su esposo Orlando Fals Borda por miembros de la Brigada de Institutos Militares de conformidad con el Estatuto de Seguridad. Este estatuto de seguridad es reglado por el Decreto n.º 1923 de 6 de septiembre de 1978. Los motivos por los que los privaron de la libertad fue debido a que se encontraron algunas armas que el M-19 robó del Cantón Norte en una casa frente al Cantón Norte,  en el barrio Miranda, desde la cual se construyó el túnel hasta el Cantón Norte, y  que estaba escriturada a su nombre.
```
Al respecto María Cristina Salazar Camacho dijo: “era una escritura que yo había hecho para un amigo, y este amigo la utilizo para el depósito de unas armas”.
[
4
]
 La gran presión política ejercida por la comunidad internacional y la declaración de María Cristina Salazar, expresando que su esposo no sabía nada, permitió que Fals Borda fuera liberado el 10 de febrero de ese año, en el caso de María Cristina Salazar, su detención se extendió por 14 meses, sobre ese periodo dijo que fue un periodo de aprendizaje en el cual la sociología estuvo muy presente: “en la cárcel hice círculos de estudio mesas redondas, en las cuales yo ayudaba a preparar a la gente para estudiar sobre la economía y los problemas de Colombia”.
[
4
]
```

En enero de 1979, bajo el gobierno de Julio César Turbay, es apresada.

Trabajó como consultora de la Organización Internacional del Trabajo, de la Unesco y relatora de Amnistía Internacional.
El barrio María Cristina en la localidad de Pardo Rubio de la ciudad de Bogotá lleva su nombre. Fue uno de los barrios populares donde trabajaba y realizaba su activismo político.
Como intelectual comprometida, denunció los atropellos que contra la niñez permitían  los Gobiernos de turno en Colombia. Este es el tema de su libro, testimonio y legado: Los esclavos invisibles.
Muere en julio de 2006, y es enterrada en el Campus de la Universidad Nacional de Colombia, sede Bogotá, bajo el campanario de la capilla, en la que oficiaba su amigo Camilo Torres.  Las cenizas de su esposo Orlado Fals Borda fueron sepultadas  a su lado. Son los dos únicos exprofesores de la Universidad Nacional de Colombia cuyos restos están enterrados en el campus de la Universidad Nacional, sede Bogotá..